# سكارت
سكارت (المعروف أيضًا باسم Péritel أو Péritélévision ، خاصة في فرنسا، يعتبر EuroSCART ذو 21 سنًا في التسويق بواسطة Sharp في آسيا، أو Euroconector في إسبانيا،  EuroAV أو EXT ، أو EIA Multiport في الولايات المتحدة، كواجهة EIA) معيارًا فرنسي المنشأ ومرتبطًا 21- موصل دبوس لتوصيل الأجهزة السمعية والبصرية (AV). اسم SCART يأتي من Syndicat des Constructeurs d'Appareils Radiorécepteurs et Téléviseurs ، «رابطة مصنعي أجهزة استقبال الراديو والتلفزيون»، المنظمة الفرنسية التي أنشأت الموصل في منتصف السبعينيات. تم تنقيح المعيار الأوروبي ذو الصلة EN 50049 ونشره في عام 1978 من قبل CENELEC ، واصفة إياه بـ péritelevision ، ولكن يطلق عليه اختصارًا péritel بالفرنسية.

## نبذة
في أوروبا، كانت SCART هي الطريقة الأكثر شيوعًا لتوصيل أجهزة AV وكانت موصلًا قياسيًا لمثل هذه الأجهزة؛ كان أقل شيوعًا في أماكن أخرى.
المعيار الرسمي لـ SCART هو رقم مستند CENELEC EN 50049-1. يشار إلى SCART أحيانًا باسم معيار IEC 933-1.

## تاريخ
ظهر موصل SCART لأول مرة على أجهزة التلفزيون عام 1977. أصبح إلزاميًا على أجهزة التلفزيون الجديدة التي تم بيعها في فرنسا اعتبارًا من يناير 1980،  ومنذ 1989/1990 في أوروبا الشرقية، مثل بولندا. تم اعتماد المرسوم القانوني الفرنسي الفعلي في 7 فبراير 1980 وتم إلغاؤه في 3 يوليو 2015.
خضع المعيار لعدة تعديلات ومراجعين رئيسيين على الأقل، تمت الموافقة عليهما من قبل CENELEC في 13 نوفمبر 1988 (EN 50049-1: 1989) و 1 يوليو 1997 (EN 50049-1: 1997).

## سمات
يهدف نظام SCART إلى تبسيط توصيل أجهزة AV (بما في ذلك أجهزة التلفزيون وأجهزة الفيديو ومشغلات DVD ووحدات التحكم في الألعاب). لتحقيق ذلك، جمعت جميع اتصالات الإشارات التناظرية في كبل واحد بموصل فريد، مما جعل التوصيلات غير الصحيحة شبه مستحيلة.
وتشمل الإشارات التي يحملها SCART كلا مركب وRGB (مع مركب التزامن) فيديو، صوت ستيريو الصوت الإدخال / الإخراج والإشارات الرقمية. تم تمديد المعيار في نهاية الثمانينيات لدعم إشارات S-Video الجديدة. يمكن إيقاظ التلفزيون من وضع الاستعداد، ويمكنه التبديل تلقائيًا إلى قناة AV المناسبة، عند تشغيل الجهاز المتصل به من خلال موصل SCART. تم استخدام اتصال SCART أيضًا للإشارات عالية الدقة مثل 720i ، 720p ، 1080i ، 1080 بكسل مع اتصال YPbPr من قبل بعض الشركات المصنعة، ولكن حتى يومنا هذا هذا الاتصال نادر جدًا بسبب ظهور HDMI.

### ديزي تسلسل

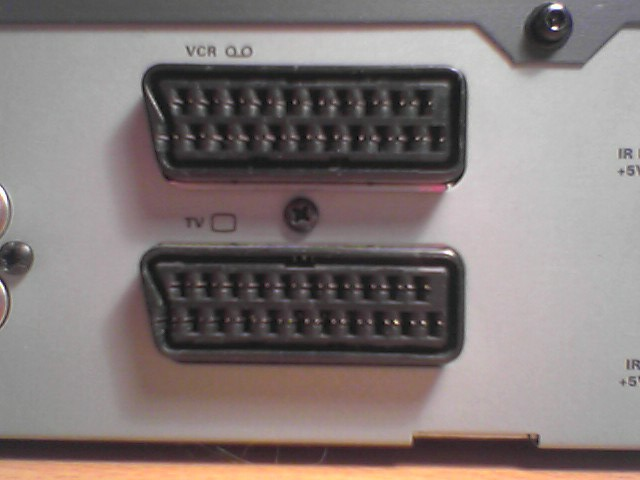
مآخذ SCART النموذجية على جهاز فك التشفير

SCART ثنائي الاتجاه فيما يتعلق بالفيديو المركب القياسي والصوت التناظري. يرسل التلفزيون عادةً إشارات صوت وصورة الهوائي إلى مآخذ SCART طوال الوقت ويراقب الإشارات المرتجعة، لعرضها وإعادة إنتاجها. وهذا يسمح لأجهزة فك التشفير «الشفافة»، بدون أي موالف، والتي تقوم فقط «بربط» الإشارات التلفزيونية ومعالجتها مسبقًا. تُستخدم هذه الميزة للتلفزيون المدفوع التماثلي مثل Canal Plus وقد تم استخدامها لفك تشفير النص التليفزيوني.
قبل تقديم SCART ، لم تقدم أجهزة التلفزيون طريقة موحدة لإدخال الإشارات بخلاف موصلات هوائي التردد اللاسلكي، وكانت هذه تختلف بين البلدان. بافتراض وجود موصلات أخرى، يمكن أن يكون للأجهزة التي تصنعها شركات مختلفة معايير مختلفة وغير متوافقة. على سبيل المثال، يمكن لجهاز VCR المحلي إخراج إشارة فيديو مركبة من خلال موصل على غرار DIN من أصل ألماني أو موصل RCA أمريكي المنشأ أو موصل SO239 أو موصل BNC .
غالبًا ما يحتوي VCR على مآخذ SCART ، لتوصيله بالتلفزيون («أعلى»، «أساسي» أو "1")، ولإدخال الفيديو من جهاز فك التشفير أو جهاز آخر («أسفل»، «ثانوي» أو "2"). عند الخمول أو إيقاف التشغيل، تقوم أجهزة VCR عادةً بإعادة توجيه الإشارات من التلفزيون إلى وحدة فك التشفير وإرسال النتيجة التي تمت معالجتها مرة أخرى إلى التلفزيون. عندما يتم تسجيل عرض مشوش، فإن جهاز VCR سيقود جهاز فك التشفير من موالفه الخاص ويرسل الإشارات غير المشفرة إلى التلفزيون للعرض أو التحكم البسيط في التسجيل. بدلاً من ذلك، يمكن لجهاز VCR استخدام الإشارات من التلفزيون، وفي هذه الحالة لن يكون من المستحسن تغيير القنوات على التلفزيون أثناء التسجيل.
يمكن أيضًا استخدام المقبس «السفلي» لتوصيل أجهزة أخرى، مثل مشغلات DVD أو أجهزة الألعاب. طالما أن جميع الأجهزة بها مقبس واحد على الأقل «لأعلى» و «لأسفل»، فإن هذا يسمح بتوصيل عدد غير محدود تقريبًا من الأجهزة بمقبس SCART واحد على التلفزيون. بينما يمكن لإشارات الصوت والفيديو أن تنتقل «لأعلى» إلى التلفزيون و «لأسفل» إلى الأجهزة البعيدة عن التلفزيون، فإن هذا لا ينطبق على YP غير القياسية)، والتي يمكنها فقط الانتقال نحو تلفزيون.
«أعلى» و «أسفل» تقليدية. من المنطقي أن يكون التلفزيون هو الجهاز الأخير في مسار السلسلة «الأعلى» (تيار) وأول جهاز في مسار السلسلة «السفلي». يوجد التلفزيون فعليًا أسفل الجهاز الموجود في الجزء العلوي منه، ومن هنا جاء اسم جهاز فك التشفير الخاص بالجهاز. علاوة على ذلك، قد يفرض الوضع النسبي لبعض المقابس الاعتقاد بأن التلفزيون هو فعليًا الأخير في الاتجاه السفلي.
منطقيًا، يكون التلفزيون في المقدمة وينهي مسار السلسلة «الأعلى»، مما يؤدي إلى ترجمة المعلومات الكهربائية إلى صورة وصوت. من وجهة النظر المنطقية نفسها، قد يحتاج تدفق المعلومات، أينما نشأ، إلى معالجة مثل فك التشفير (فك التشفير، أو فك التشفير) أو إضافة تسمية توضيحية / ترجمات. في هذه الحالة، يتم إرسال دفق المعلومات منطقياً «لأسفل» إلى أجهزة الوظائف المخصصة. من جهاز المعالجة الأخير، يتم إرسال دفق المعلومات منطقيًا «لأعلى» إلى التلفزيون، من خلال مسار السلسلة بالكامل. هناك حالة أخرى عندما يتم إرسال تدفق المعلومات «لأسفل» ولا يُتوقع إرساله مرة أخرى «لأعلى»، على سبيل المثال عند إرساله إلى مسجل.
قد لا يكون لإغلاق حلقة على مسار السلسلة «لأعلى» أو «لأسفل» تأثيرات مفيدة وقد يؤدي إلى عدم الاستقرار.

### اتصالات مباشرة
نظرًا لأن الصوت والفيديو (المركب) يستخدمان نفس المسامير على الموصلات «لأعلى» و «لأسفل» (وتتطلب كبلًا متشابكًا)، فمن الممكن أيضًا توصيل جهازين ببعضهما البعض مباشرة دون الالتفات إلى نوع المقبس.
ومع ذلك، لم يعد هذا يعمل عند استخدام إشارات S-Video. نظرًا لأن الروابط المستقيمة (RGB الأحمر والأزرق للأعلى) تم إعادة تصميمها لنقل معلومات التلون، فإن pinouts S-Video يختلف عن موصلات SCART «لأعلى» و «لأسفل». علاوة على ذلك، غالبًا ما لا يتم تنفيذها بالكامل.
يعد الانتباه إلى نوع المقبس أمرًا ضروريًا عند التعامل مع مكون RGB / YP / S-video. يمكن أن يحدث تلف للأجهزة المتصلة بشكل غير صحيح على النحو التالي:
- توصيل SCART 1 ("up") من جهاز إلى SCART 1 ("up") لجهاز آخر عندما يتم تكوين كل من SCARTs لـ RGB / YP / S-video-up. الدبابيس 7 و 11 و 15 هي النواتج.
- توصيل SCART 2 ("down") من جهاز إلى SCART 2 ("down") لجهاز آخر عندما يتم تكوين كل من SCARTs لـ S-video-down. دبوس 7 هو ناتج.
- توصيل SCART 1 ("up") من جهاز تم تكوينه RGB / YP ، إلى SCART 2 («لأسفل») لجهاز آخر تم تكوينه باستخدام S-video-down. دبوس 7 هو ناتج.

قد ينتج عن المسامير التالفة 7 أو 11 أو 15 صور صفراء أو أرجوانية أو زرقاء / خضراء بسبب فقدان المكونات الزرقاء أو الخضراء أو الحمراء على التوالي. عند استخدام S-video ، قد يؤدي تلف السن 7 أو 15 إلى ظهور صور بالأبيض والأسود بسبب فقدان مكون اللون («لأسفل» و «لأعلى» على التوالي). وبالمثل، فإن إتلاف السنون 7 و 15 (P B و P R) مع ترك السن 11 (Y) غير تالف قد يؤدي إلى ظهور صور بالأبيض والأسود عند استخدام YP قد يؤدي إتلاف أكثر من واحد من هذه الدبابيس إلى آثار مشتركة.

### تراكبات RGB
يمكّن SCART الجهاز من إصدار أوامر للتلفزيون للتبديل بسرعة كبيرة بين الإشارات، من أجل إنشاء تراكبات في الصورة. من أجل تنفيذ التسميات التوضيحية أو الترجمات المصاحبة، لا يتعين على جهاز فك التشفير SCART معالجة إشارة فيديو جديدة كاملة وإرسالها مرة أخرى، الأمر الذي يتطلب فك تشفير وإعادة تشفير معلومات الألوان بالكامل، وهي عملية مكلفة ومكلفة. خاصة في ظل وجود معايير مختلفة في أوروبا. يمكن للمربع بدلاً من ذلك أن يطلب من التلفزيون التوقف عن عرض الإشارة العادية وعرض إشارة يولدها داخليًا لمناطق الصورة المحددة، بدقة على مستوى البكسل. يمكن أيضًا أن يكون الدافع وراء ذلك هو استخدام لون «شفاف» في صفحة النص التليفزيوني.
يسمح SCART للجهاز المتصل بإدخاله وإخراجه من وضع الاستعداد أو تحويله إلى قناة AV. سيتم تشغيل جهاز VCR أو أي جهاز تشغيل آخر على النحو الأمثل عند إدخال شريط كاسيت، وتشغيل التلفزيون (أو تبديله إلى وضع الفيديو)، ثم بدء التشغيل فورًا إذا كانت علامة تبويب الحماية ضد الكتابة في الكاسيت غائبة. عند إيقاف تشغيل VCR ، سيطلب VCR من التلفزيون إيقاف التشغيل، وهو ما سيفعله إذا تم تشغيله بناءً على طلب VCR وإذا ظل في وضع الفيديو. فقط بعض أجهزة التلفزيون هي التي تقوم بذلك — معظمها يقوم فقط بتنفيذ التبديل التلقائي من إدخال SCART وإليه.
يمكن استخدام نفس الإشارة بواسطة جهاز استقبال الأقمار الصناعية أو جهاز فك التشفير للإشارة إلى جهاز VCR يفترض أن يبدأ التسجيل وإيقافه («تسجيل رقم 8»). يتطلب هذا التكوين عادةً أن يكون جهاز VCR بعيدًا عن التلفزيون عن المصدر، لذلك تنتقل الإشارة عادةً «لأسفل».
يدعم SCART أيضًا التبديل التلقائي للشاشة العريضة. هذا امتداد لوظيفة الدبوس الذي أشار سابقًا فقط إلى التلفزيون أنه يجب عرض إشارة خارجية. من الناحية المثالية، يجب أن يوفر مصدر الشاشة العريضة ثلاثة أوضاع تشغيل للتعامل مع إشارات الشاشة العريضة:
- شاشة عريضة، لأجهزة التلفزيون ذات الشاشة العريضة أو القادرة على التعامل مع الصور ذات الشاشات العريضة
- Letterbox ، الذي يضيف مساحة فارغة (سوداء عادةً) في الجزء العلوي والسفلي من الصورة لإعطاء نسبة عرض إلى ارتفاع تبلغ 4: 3
- التحريك والمسح الضوئي، مما يؤدي إلى اقتصاص الصورة لتحقيق نسبة عرض إلى ارتفاع تبلغ 4: 3 ؛ يتم عرض الجزء الأوسط فقط مع اقتطاع الجوانب (كما لو تم تكبيرها).

في الحالة الأولى، يسمح دبوس الشاشة العريضة بالإشارة إلى تنسيق الإشارة الحالي، والذي يسمح لأجهزة التلفزيون ذات الشاشة العريضة بضبط عرض الصورة، وأجهزة التلفزيون القياسية ذات الشاشة العريضة لضغط خطوط المسح للصورة 576i عموديًا إلى جزء شكل letterbox من الصورة آلة النفخ. في الحالة الثانية، لا تكون إشارة SCART ذات الشاشة العريضة نشطة مطلقًا ويقوم مصدر الإشارة بإجراء التعديلات بنفسه بحيث يكون للصورة دائمًا تنسيق قياسي كنتيجة لذلك. تفترض بعض المصادر أن التلفزيون قادر دائمًا على أداء وظائف الشاشة العريضة، وبالتالي لا يقوم بإجراء عمليات التكييف مطلقًا. لن تصدر بعض المصادر إشارة الشاشة العريضة أو تحافظ عليها على نفس المستوى طوال الوقت. قد توفر المصادر الأخرى خيار اقتطاع الجوانب، ولكن ليس خيار تنسيق letterbox ، والذي يتطلب معالجة أكثر بكثير. والجدير بالذكر أن دوائر أجهزة فك التشفير المعيارية ذات الشاشة العريضة المبكرة في MAC (مثل Visiopass) لم تتمكن من تنسيق letterbox. تنطبق القيود في الغالب على أجهزة التلفاز الفضائية، بينما يمكن لمشغلات DVD دائمًا على الأقل تنسيق letterbox وغالبًا ما يتم تكبيرها .

## تصميم

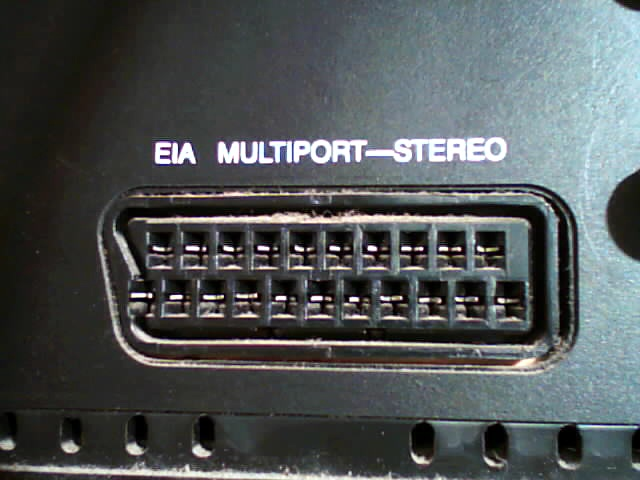
واجهة EIA على 1987 RCA Dimensia

تحتوي كابلات توصيل المعدات معًا على قابس ذكر في كل طرف. تتصل بعض الأسلاك مثل الأرض والبيانات والتبديل و RGB برقم التعريف الشخصي المتطابق في كل نهاية. يتم تبديل الآخرين مثل الصوت والفيديو بحيث تتصل إشارة خرج في أحد طرفي الكبل بإشارة إدخال في الطرف الآخر. القائمة الكاملة للأسلاك التي يتم تبديلها هي: المسامير 1 و 2، والدبابيس 3 و 6، والدبابيس 17 و 18، والدبابيس 19 و 20.
يتم توفير مواصفات SCART الأصلية لأنواع مختلفة من الكابلات (مجموعة الأسلاك) التي يُشار إليها بلون مفتاح، ولكن نادرًا ما يتم استخدام الترميز اللوني وغالبًا ما تستخدم الكابلات تكوينات مختلفة وغير قياسية.
| يكتب   | يكتب      | لون الخاتم | دبابيس            | وصف                  | متماثل                        |
| ------ | --------- | ---------- | ----------------- | -------------------- | ----------------------------- |
| يو     | عالمي     | أسود       | 1-20، 21          | كابل سلكي بالكامل.   | لا                            |
| الخامس | فيديو فقط | أبيض       | 17-20، 21         | فقط الأسلاك المركبة. | نعم                           |
| ج      | مشترك     | رمادي      | 1-4، 6، 17-20، 21 | مركب الفيديو والصوت  | نعم                           |
| أ      | صوت فقط   | الأصفر     | 1-4، 6، 21        | صوتي                 | نعم                           |
| ب      | أوتوبيس   | لون أخضر   | 10، 12، 21        | اتصالات البيانات فقط | يعتمد على البروتوكول المستخدم |

يقدر الحد الأقصى لطول كابل SCART بحوالي 10 إلى 15 مترًا بدون تضخيم. 
بسبب الفولتية العالية نسبيًا للإشارة المستخدمة في SCART ، لا يوصى بـ «التوصيل السريع» (توصيل أو فصل الأجهزة أثناء تشغيلها). على الرغم من عدم وجود خطر حدوث إصابة شخصية، إلا أن هناك احتمالًا لتلف الإلكترونيات داخل الأجهزة إذا تم إدخال الموصل بشكل غير صحيح.  أيضًا، نظرًا لأن العديد من أجهزة التلفزيون من الفئة الثانية (معزولة مزدوجة) وليست مؤرضة، فسيتم تعليق الدرع المكشوف الكبير الموجود على موصل SCART عند نصف جهد التيار الكهربائي تقريبًا إذا تم توصيله بتلفزيون يعمل بالطاقة مع فصل الطرف الآخر . إذا تم توصيل الكبل بجهاز مؤرض بعلبة معدنية، فإن الاتصال غير المقصود بواقي كبل SCART أثناء لمس الجهاز المؤرض باليد الأخرى يمكن أن يتسبب في حدوث صدمة كهربائية مؤلمة. لهذا السبب، يجب دائمًا توصيل طرف الكبل بالجهاز أولاً وتوصيل طرف التلفزيون أخيرًا.
توجد اختلافات في الجودة في كبلات SCART. بينما يستخدم كبل SCART المناسب الكابلات المحورية المصغرة لإشارات الفيديو، غالبًا ما تستخدم كبلات SCART الرخيصة أسلاكًا عادية لجميع الإشارات، مما يؤدي إلى فقدان جودة الصورة وتقليل الحد الأقصى لطول الكابل بشكل كبير. هناك مشكلة شائعة في كبل SCART الرخيص وهي أن التلفزيون يخرج إشارة فيديو مركبة من موالفه الداخلي وهذا يحدث أو يتداخل مع إشارة فيديو واردة بسبب الفحص غير الكافي أو غير الموجود؛ والنتيجة هي صور شبحية أو وميض متراكب على الإشارة الواردة. للتحقق غير المدمر مما إذا كان كبل SCART يستخدم كبلات متحدة المحور، قم بفك تخفيف الضغط في موصل SCART وافتح الغلاف البلاستيكي.
قد يساعد استخدام الكابلات عالية الجودة مثل تلك التي تحتوي على أسلاك شرائط تحتوي على كبلات محورية محمية بشكل صحيح بالداخل في تقليل تأثير «الظلال»، ولكنه لا يقضي عليه دائمًا بسبب عوامل مختلفة. تتمثل الطريقة الأكثر ديمومة في إزالة دبوس 19 (مخرج الفيديو) من قابس SCART الذي يتم وضعه في التلفزيون، مما يمنع إشارة من البث بواسطة التلفزيون في الكبل، لذلك لا يمكنه التحدث مع الإشارة الواردة.

### الطمس والتبديل
دبوس 8، دبوس إشارة التبديل ، يحمل جهد تيار مستمر من المصدر الذي يشير إلى نوع الفيديو الموجود.
- 0 V – 2 V تعني عدم وجود إشارة أو تجاوز داخلي
- 4.5 V – 7 V (الاسمي 6 V) تعني إشارة عريضة (16: 9)
- 9.5 V – 12 V (الاسمي 12 V) يعني إشارة عادية (4: 3)

يحمل دبوس 16، دبوس إشارة الطمس ، إشارة من المصدر تشير إلى أن الإشارة إما RGB أو مركبة.
- 0 V – 0.4 V تعني مركب.
- 1 V – 3 V (الاسمي 1 V) يعني RGB فقط.

حددت المواصفة الأصلية دبوس 16 على أنه تردد عالٍ (حتى 3 MHz) الذي أدى إلى إفراغ الفيديو المركب. كانت مدخلات RGB نشطة دائمًا والإشارة «تثقب ثقوبًا» في الفيديو المركب. يمكن استخدام هذا لتراكب الترجمات من وحدة فك ترميز قناة المعلومات الخارجية.
- 0 V – 0.4 V يعني مركب مع تراكب RGB شفاف.
- 1 V – 3 V (اسمي 1 V) RGB فقط.

لا توجد إشارة تبديل للإشارة إلى S-Video. يمكن لبعض أجهزة التلفزيون الكشف التلقائي عن وجود إشارة S-Video ولكن بشكل أكثر شيوعًا يحتاج إدخال S-Video إلى التحديد يدويًا. الشيء نفسه بالنسبة للمكون النادر YPbPr ، والذي يتم تنفيذه في كثير من الحالات على قرص مركب أو rgb.

### ملحقات غير قياسية

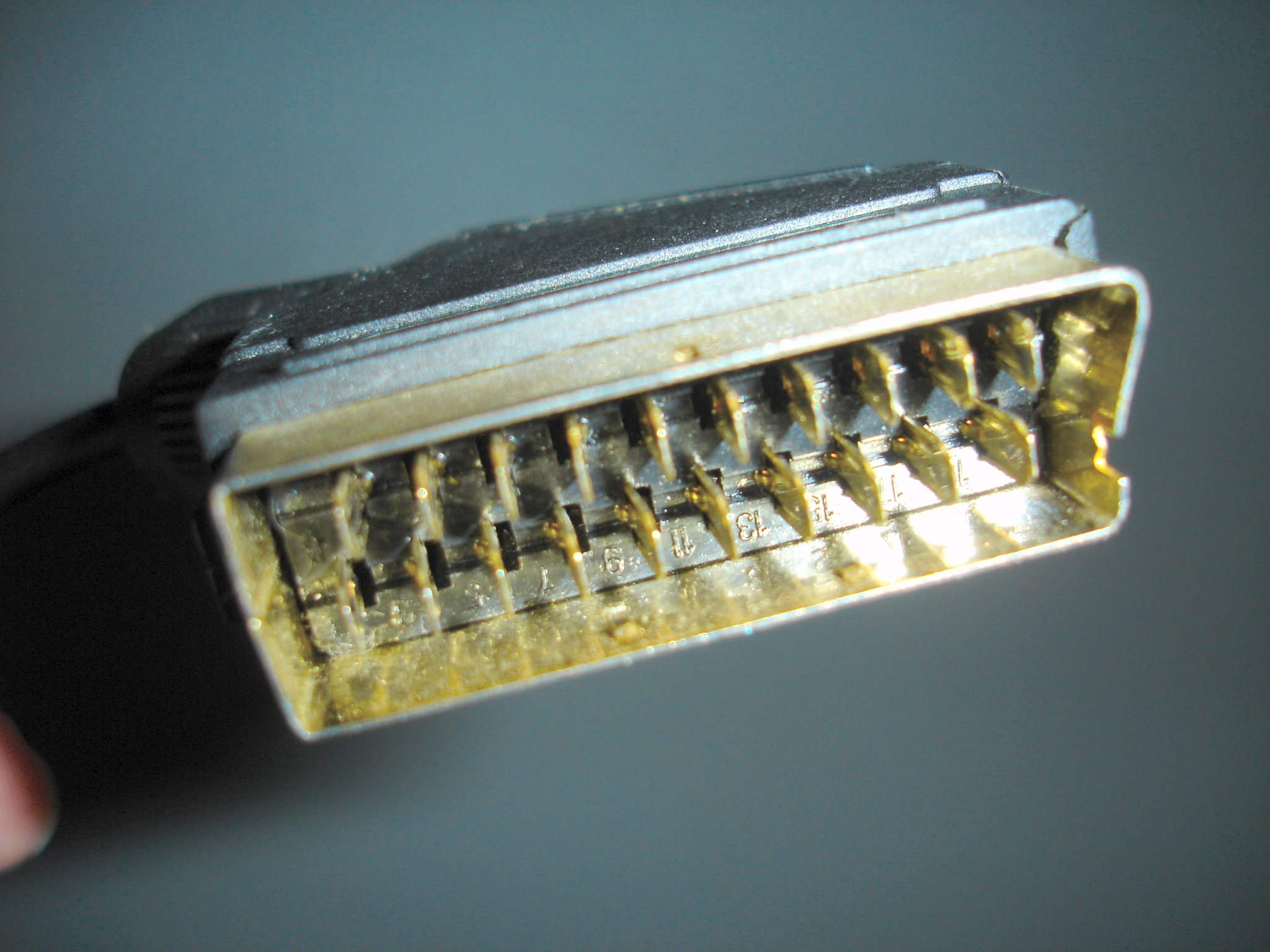
SCART قادرة على RGB (مطلية بالذهب)

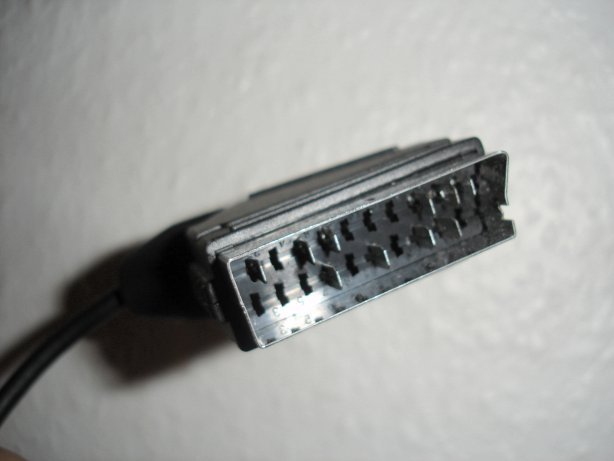
موصل ذكر غير RGB SCART. يتوفر فقط 10 دبابيس (2 ، 6 ، 7 ، 8 ، 11 ، 15 ، 16 ، 17 ، 18 ، 20). تحتوي بعض الكابلات أو الأجهزة الرخيصة (مشغلات DVD ، أجهزة التلفاز) على موصل أو مقبس SCART ذي 21 سنًا يحتوي بالفعل على 10 أسلاك موصولة وبالتالي فهي ليست قادرة على RGB / S-Video ، ولكن فقط CVBS.

لم يتم توحيد استخدام دبابيس البيانات في مواصفات SCART الأصلية، مما أدى إلى استخدام العديد من البروتوكولات المختلفة، كل من البروتوكولات الاحتكارية والبروتوكولات شبه الاحتكارية بناءً على معايير مثل D²B .
ظهرت بعض الاستخدامات الأكثر إبداعًا في مستقبلات الأقمار الصناعية التناظرية. كانت وظيفة فك تشفير إرسالات MAC التماثلية الرقمية الهجينة والمضغوطة زمنياً إلى RGB والصوت التماثلي أقرب إلى جعل جهاز استقبال رقمي من المستقبل التماثلي. تم استخدام دبابيس D²B (10 و 12) للتواصل مع أجهزة تحديد موضع أطباق الأقمار الصناعية ولقيادة المستقطبات المغناطيسية، قبل دمجها في LNBs . تم استخدام ميزات التسلسل المتسلسل لربط كل من وحدة فك ترميز التلفزيون المدفوع وجهاز تحديد موضع / مستقطب الطبق بمقبس وحدة فك ترميز واحد على جهاز الاستقبال.
قدم CENELEC EN 50157-1 رابط AV كبروتوكول قياسي لنقل معلومات التحكم المتقدمة بين الأجهزة. إنه ناقل بيانات تسلسلي أحادي السلك ويسمح بحمل معلومات التحكم عن بعد والتفاوض على أنواع الإشارات التناظرية (على سبيل المثال RGB). يُعرف AV.link أيضًا باسم nexTViewLink أو الأسماء التجارية مثل SmartLink أو Q-Link أو EasyLink. تظهر كقناة تحكم إلكترونيات المستهلك في HDMI .
تم استخدام دبابيس البيانات، 10، 12، 14، من قبل بعض الشركات المصنعة لـ DOLBY ProLogic ، المحيطي والقنوات المتعددة على أجهزة التلفزيون الخاصة بهم (بعض الطرز المتطورة مع وحدات فك ترميز Dolby المدمجة، ومكبرات الصوت المحيطية الخارجية، كل من CRT ، LCD ومجموعات البلازما وفقط في أوروبا (والإصدارات الأوروبية من أجهزة التلفزيون اليابانية ومشغلات DVD)، وبشكل أساسي على S / PDIF)، من أجل توصيل مشغل DVD بجهاز التلفزيون ودفق Dolby و DTS إلى محيط جهاز التلفزيون. ومع ذلك، نادرًا ما تم استخدام هذا البروتوكول، لأنه كان مقصورًا فقط على جهة تصنيع معينة، وكانت التوصيلات مختلفة من مصنع لآخر، وفي بعض الحالات، كان يتم توجيهه فقط من خلال طرف 8. في هذه الحالة، كان غير قابل للاستخدام مع محولات RCA إلى SCART. أيضًا، إذا كان التلفزيون المتوافق مع هذا الاتصال و DVD متوافق مع هذا الاتصال، ولكن من جهات تصنيع مختلفة مترابطين، فقد لا يعمل المحيط، وكان صوت الاستريو من مشغل DVD فقط متاحًا للتلفزيون، لأن بعض الشركات المصنعة لم تفعل ذلك. استخدام SPDIF ، ولكن بروتوكول خاص. أيضًا، قد يُفقد هذا الاتصال أيضًا، إذا تم توصيل قرص DVD بالتلفزيون بشكل غير مباشر (من خلال VCR في وضع التسلسل المتسلسل، على سبيل المثال)، ومع ذلك، فإن بعض VCR يسمح بمرور هذه الإشارات. بعض الشركات المصنعة لمشغلات DVD في بعض الطرز عرضت SPDIF فقط على SCART ، ومحول لاستخراج إشارة الصوت الرقمية لإرسالها إلى السينما المنزلية. حتى يومنا هذا، لا يزال هذا الاتصال نادرًا، حيث يمكن أن توفر HDMI و S / PDIF و TOSLINK صوتًا متعدد القنوات، كما قد تحتوي بعض أجهزة التلفزيون ذات الصوت المحيطي المدمج على مدخل بصري أو S / PDIF ، بجانب الإخراج.
تم أيضًا استخدام اتصال SCART ، في حالات محدودة، كاتصال عالي الدقة باستخدام اتصال YPbPr عبر scart بواسطة بعض أجهزة التلفزيون والصوت والفيديو (أجهزة فك التشفير ومشغلات DVD ومشغلات Blu-ray وما إلى ذلك) الشركات المصنعة. باستخدام اتصال YPbPr ، يمكن استخدام SCART للإشارات عالية الدقة، مثل 720i ، 720p ، 1080i ، 1080p. كانت بعض الشركات المصنعة تستخدم اتصال الفيديو المركب كـ Y ، بينما كان الآخرون يستخدمون الاتصال الأخضر مثل Y. مع ظهور HDMI ، وبسبب حقيقة أن الاتصال لم يكن معياريًا (كما كان S-video) ومقتصرًا فقط على بعض الشركات المصنعة، أصبحت الأجهزة التي تدعم القنوات عالية الوضوح عبر SCART مع اتصال YPbPr نادرة، إن لم تكن منقرضة. في كثير من الحالات، تم تنفيذه عبر RGB SCART أو CVBS SCART وتم تبديل وضع YPbPr الخاص بـ SCART يدويًا. تم استخدام YPbPr كاتصال مستقل، وتم ترك SCART فقط لمحتوى التعريف القياسي.

## تطبيقات

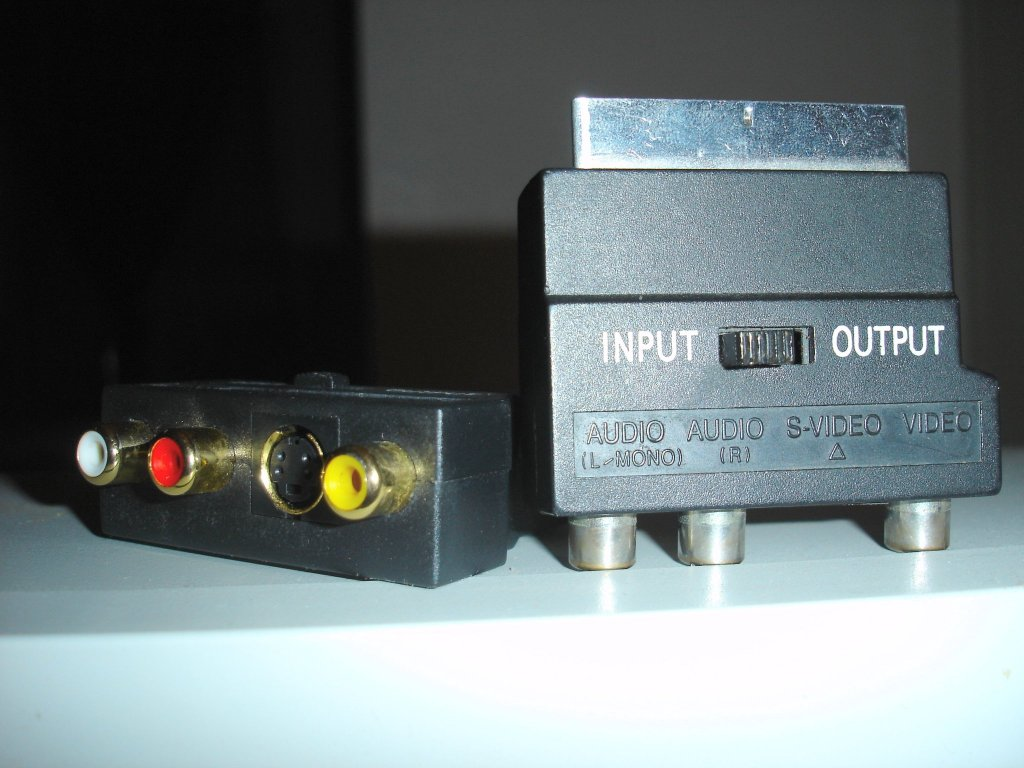
Multi-AV (صوت ثنائي القناة ، S-Video وCVBS) محولات SCART مع مفتاح إشارة الإدخال / الإخراج

يمكن لجميع مشغلات DVD وأجهزة فك التشفير الحديثة تقريبًا مع مآخذ SCART إخراج إشارة RGB ، والتي توفر جودة صورة فائقة للإشارة المركبة. ومع ذلك، لا يتم تشغيل إخراج RGB افتراضيًا في العديد من الأجهزة ، وبدلاً من ذلك يتم تشغيل الفيديو المركب بشكل افتراضي: غالبًا ما يتم إعداد RGB يدويًا في القائمة أو عبر المفاتيح الموجودة في الجزء الخلفي من الجهاز. 
يمكن لـ Nintendo GameCube وWii وNeo-Geo وDreamcast وPlayStation وPlayStation 2 وPlayStation 3 وXbox وXbox 360 إخراج RGB أو فيديو مكون أو S-Video أو فيديو مركب. تأتي وحدات التحكم هذه مع موصل الفيديو المركب القياسي ، لكن الشركات المصنعة والجهات الخارجية تبيع موصلات لتوصيل فيديو المكونات ولربط RGB SCART. عندما يتحول Nintendo GameCube و Xbox تلقائيًا إلى الوضع المناسب ، يجب إخبار PlayStation 2 من خلال تحديد في قائمة النظام سواء كان ذلك لاستخدام YP <sub id="mwARw">B</sub> P <sub id="mwAR0">R</sub> أو فيديو RGB. يتوفر RGB فقط على وحدات تحكم GameCube و Wii في منطقة PAL ، بينما يتوفر S-Video فقط على وحدات تحكم NTSC.
بعض إصدارات وحدات التحكم القديمة مثل Sega's Master System وMega Drive / Genesis و Nintendo SNES قادرة على إخراج إشارات RGB والعديد من أجهزة الكمبيوتر المنزلية القديمة (Amstrad CPC ، ونماذج ZX Spectrum الأحدث ، MSX ، Commodore Amiga ، Atari ST ، BBC Micro وAcorn Archimedes ، وما إلى ذلك) خرج RGB مع تزامن مركب مناسب لاستخدام SCART ، ولكن الأكثر استخدامًا هو مقابس DIN المتنوعة غير القياسية. تستخدم شاشات الممرات ذات الدقة القياسية إشارات RGB مع المزامنة المركبة ، والتي تتوافق مع SCART.

## موصل RGB ياباني ذو 21 سنًا

pinout الياباني البديل JP21

هناك أيضًا نسخة يابانية من موصل SCART ، والتي يشار إليها باسم موصل RGB-21 الياباني ، أو EIAJ TTC-003،  أو ببساطة JP-21. يستخدم هذا الإصدار من SCART إشارات متشابهة ونفس الموصل ، لكن له دبوسًا مختلفًا. في اليابان وكوريا ، يطلق عليه عادة RGB-21 بينما يطلق عليه بشكل عام JP-21 في العالم الناطق باللغة الإنجليزية.
تم توحيد JP-21 في يناير 1983 بمعيار TTC-0003  المنشور بواسطة EIAJ ، والذي تم استبداله في مارس 1993 بالمعيار CPR-1201  ليشمل S-Video. تم سحب CPR-1201 في مارس 2003 ليحل محله المعيار المكافئ CPR-1205، والذي يمثل انتقال اليابان من الموصلات التناظرية إلى الرقمية ، وبالتالي أصبحت الوصلات التناظرية قديمة.
تم اعتماده في اليابان لقدرة الموصل على دعم تنسيق إخراج RGB (لا يوجد ضغط أو تدهور لإشارات الفيديو الأصلية) ولكن ، على عكس SCART في أوروبا ، لم يشهد استخدامًا واسع النطاق في السوق الاستهلاكية.
عند استخدام فيديو RGB ، تستخدم القناة الحمراء نفس المسامير في كلا المعيارين ، لذا فإن الفيديو الأحمر بدون صوت يدل على عدم تطابق JP-21 SCART مع EuroSCART.
| دبوس | دور                      | دبوس | دور                      | دبوس | دور                            | دبوس | دور               |
| ---- | ------------------------ | ---- | ------------------------ | ---- | ------------------------------ | ---- | ----------------- |
| 1    | إدخال قناة الصوت اليسرى  | 2    | خرج قناة الصوت اليسرى    | 3    | أرضية صوتية                    | 4    | أرضية صوتية       |
| 5    | إدخال قناة الصوت الصحيحة | 6    | إخراج قناة الصوت الصحيحة | 7    | أرض الفيديو                    | 8    | أرض الفيديو       |
| 9    | إدخال CVBS               | 10   | خرج CVBS                 | 11   | مدخلات التحكم في الصوت والصورة | 12   | إدخال Ym          |
| 13   | إشارة أرضية حمراء        | 14   | أرض                      | 15   | إشارة حمراء I / O              | 16   | نعم الإدخال       |
| 17   | إشارة أرضية خضراء        | 18   | إشارة أرضية زرقاء        | 19   | إشارة خضراء I / O              | 20   | إشارة زرقاء I / O |
| 21   | سد الدرع                 |      |                          |      |                                |      |                   |

- إدخال الصوت: 0.40 مللي فولت في الثانية ،> 47 كيلو أوم
- خرج الصوت: 0.40 ميجا فولت ،> 10 كيلو أوم
- CVBS (فيديو مركب) داخل وخارج: 1 Vp-p ، 75 أوم ، تزامن: سلبي
- إدخال Ym: يقوم بتبديل RGB إلى نصف سطوع لتراكب الفيديو (L: <0.4V ، H:> 1V ، 75 أوم)
- إدخال Ys: إدخال / إخراج RGB: (أرضي للإخراج ، 1 فولت + للإدخال (مفضل))
- جميع خطوط RGB: 0.7 Vp-p ، 75 أوم [16]

## أحدث المعايير
نظرًا لأنه تم تصميمه لنقل محتوى قياسي قياسي، فقد انخفض استخدام SCART مع إدخال معايير رقمية جديدة مثل HDMI وDisplayPort ، والتي يمكن أن تحمل محتوى عالي الوضوح وصوتًا متعدد القنوات، على الرغم من أنها لا تزال شائعة الاستخدام. يتم اشتقاق HDMI-CEC من رابط AV الخاص بـ SCART.  ومع ذلك ، يمكن أن يدعم اتصال SCART أيضًا إشارات عالية الوضوح مثل 480p ، 720p ، 1080i ، 1080p ، إذا كان اتصال SCART للجهاز مصممًا لدعم اتصال YPbPr ، ولكن هذا التكوين نادر. الشيء نفسه بالنسبة للصوت متعدد القنوات ، ولكن حتى هذا التكوين يظل نادرًا ، لأنه غير موحد.

## روابط خارجية
- موصل SCART ومخططات الكابلات
- SCART على موقع hardwarebook.info
- RGB / VGA و SCART
- EuroSCART مقابل JP21